# Yūko Yuzuki
 (mai 2018).
Si vous disposez d'ouvrages ou d'articles de référence ou si vous connaissez des sites web de qualité traitant du thème abordé ici, merci de compléter l'article en donnant les références utiles à sa vérifiabilité et en les liant à la section « Notes et références ».
Yūko Yuzuki (柚月裕子, Yuzuki Yūko) est une auteure japonaise de romans policiers, née le 12 mai 1968 dans la préfecture d'Iwate.
Grande lectrice depuis l'enfance, elle regarde avec sa mère des séries télévisées policières dès l'adolescence, dont Jinginaki Tatakai, une série de films de 1973 à 2003 retraçant la guerre des gangs à Hiroshima et qui sera le sujet de son roman Korō no chi (Le Loup d'Hiroshima). Si elle apprécie les œuvres de Maurice Leblanc ou d'Agatha Christie, sa préférence va néanmoins à Conan Doyle : « Dans Sherlock Holmes, plus que la résolution de l'énigme, c'est la relation entre Holmes et le docteur Watson qui m'interpelle »[source insuffisante]. Son style porte également l'empreinte de Seichō Matsumoto et de Hideo Yokoyama, deux auteurs importants de romans policiers au Japon, tous deux souvent comparés à Georges Simenon dans leurs préoccupations sociales.

## Biographie
Elle ne commence à écrire que dans les années 2000, lorsque ses enfants sont à l'université. Elle reçoit en 2007 dès ses débuts un prix décerné par le Yamagata Shinbun, un quotidien de la région de Yamagata où elle demeure depuis son mariage.
En 2008 elle reçoit le prix de la revue Kono Mystery Ga Sugoi' pour Rinshō shinri (Vérité clinique) puis elle reçoit le prix Ōyabu Haruhiko pour Kenji no honkai (Le Désir secret du procureur) en 2012.
En 2016 elle reçoit le Grand prix de l'association des écrivains de romans policiers japonais pour Korō no chi (Le Loup d'Hiroshima) et en 2017 et 2018, elle reçoit le prix Fūtarō Yamada et le Grand prix des libraires pour Banjō no himawari (Le Tournesol sur l'échiquier).

## Liste des ouvrages
Série avec l'avocat (ex-policier) Sakata Sadato :
- 2010 : Saigo no shōnin, Takarajimasha (Le Dernier des témoins)
- 2011 : Kenji no honkai, Takarajimasha (Le Désir secret du procureur, nouvelles)
- 2013 : Kenji no shimei, Takarajimasha (Le Destin du procureur, nouvelles)

Autres ouvrages :
- 2009 : Rinshō shinri, Takarajimasha (Vérité clinique)
- 2014 : Ari no saien, Takarajimasha (Le Potager de la fourmi)
- 2014 :Pareto no gosan, Shodensha (L'Erreur de calcul de Pareto)
- 2015 : Kuchinai sakura, Tokuma Shoten (Le Cerisier imputrescible)
- 2015 : Utsubokazura no amaiiki, Gentosha (La Respiration sucrée de la plante carnivore)
- 2015 : Korō no chi, Kadokawa Shoten (Traduction française : Le Loup d'Hiroshima (Lieutenant Hioka 01) chez Atelier Akatombo 2018)
- 2016 : Ashita no kimi he, Bungei Shunjû (Pour toi demain, nouvelles)
- 2016 : Jiu, Shûeisha (La Pluie tant attendue)
- 2017 : Goriteki ni arienai, Kōdansha (Cela manque de logique)
- 2017 : Banjō no himawari, Chûōkoronshinsha (Le Tournesol sur l'échiquier)
- 2018 : Kyōken no gan, Kōdansha (Traduction française : L’Œil du chien enragé (Lieutenant Hioka 02) chez Atelier Akatombo 2021[4])

## Filmographie
La série Sakata Sadato a été tournée en série par Asahi Television avec Takaya Kamikawa (en) dans le rôle principal. Diffusion les 24 janvier 2015, 17 janvier 2016, 3 décembre 2016.
Korō no chi (Le Loup d'Hiroshima) est sorti dans les cinémas japonais le 12 mai 2018. Le film est réalisé par Kazuya Shiraishi avec Kōji Yakusho dans le rôle principal, celui de l'inspecteur Ōgami.